# Lambda-eiland
Lambda-eiland is een van de Melchioreilanden in de Palmerarchipel ten westen van het Antarctisch Schiereiland. Het eiland ligt in de Dallmannbaai en is het grootste eiland aan de noordwestelijke kant van de Melchioreilanden. 

## Geschiedenis
Het eiland werd ontdekt en globaal in kaart gebracht door de Franse Antarctische expeditie van 1903-1905 onder leiding van Jean-Baptiste Charcot. Het eiland werd Île Sourrieu genoemd, naar de Franse marineofficier Bertrand Sourrieu, maar deze naam is niet in gebruik gebleven. Wetenschappers van de Britse Discovery Investigations brachten het eiland in 1927 verder in kaart en noemden het Lambda-eiland, naar lambda, de elfde letter van het Griekse alfabet. Het eiland werd bezocht door Argentijnse expedities in 1942, 1943 en 1948. In Argentinië wordt het eiland Isla Primero de Mayo genoemd, naar het marineschip dat deelnam aan de expeditie in 1942. 
In 1942 werd op Lambda-eiland de eerste Argentijnse vuurtoren in Antarctica, de Faro Primero de Mayo, in gebruik genomen. De toren staat sinds 1972 onder de bescherming van het Verdrag inzake Antarctica als historisch monument HSM-29.